# Lensvelt Nicola
Lensvelt Nicola was een bekende Haagse bakkerij van brood en koek, en tearoom, die bestond van begin 19e eeuw tot 1966. Het Nederlandse bedrijf had het predicaat Hofleverancier. 

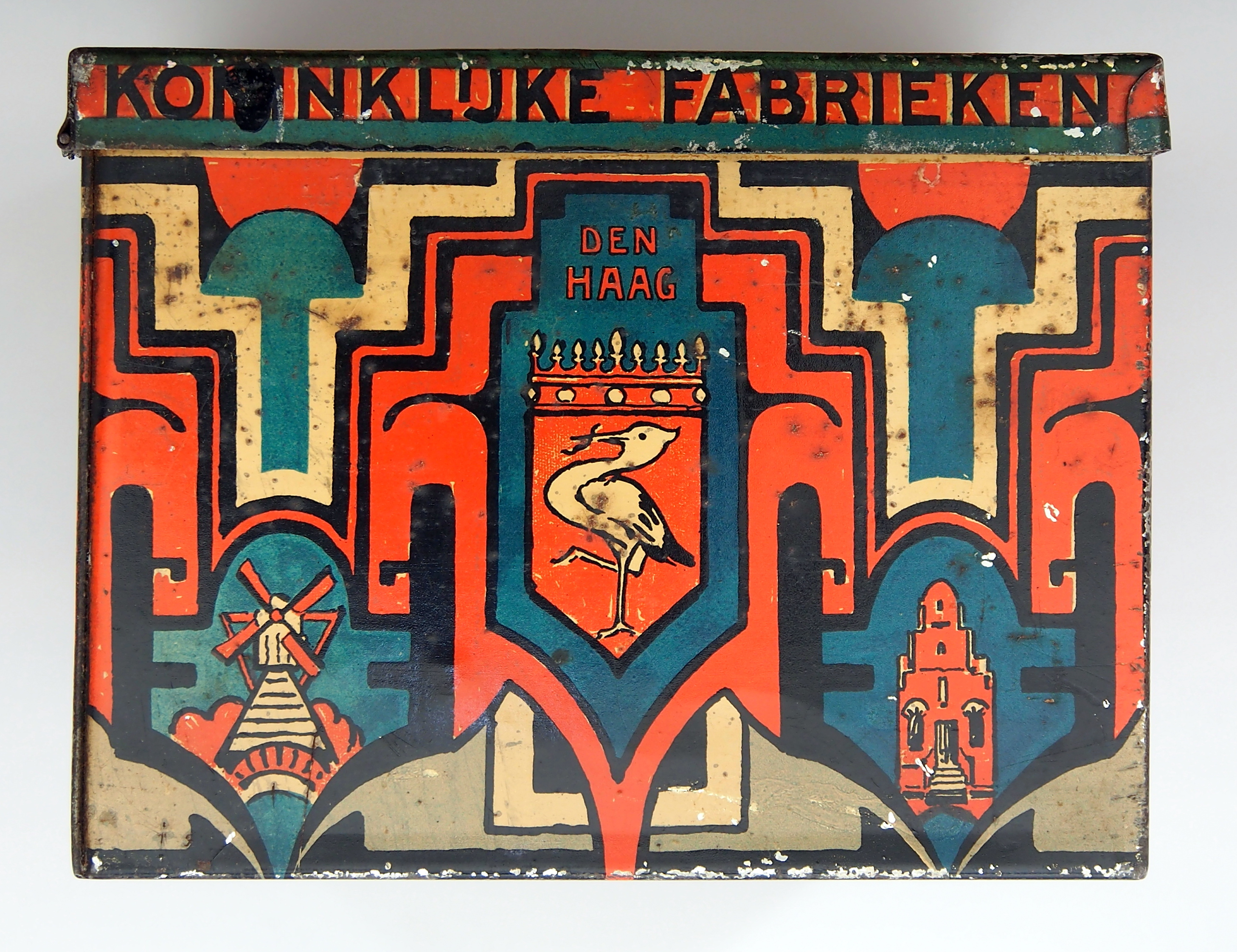
Koekblik, voor verzending van koek, beschuit en andere lang houdbare bakkerijproducten naar onder meer Nederlands-Indië.

## Geschiedenis

### Nicola
Gerardus Nicola begon, als zoon van de uit Weinheim (Duitsland) afkomstige en zich in Delft gevestigd hebbende bakker, begin 19e eeuw een bakkerij in de Haagse Venestraat 23. Hij werd hofleverancier en lid van de Kamer van Koophandel. Ook was hij lid van de Vrijmetselarij. In 1830 kocht hij samen met vijf andere bakkers de Noord Leliemolen, die op de hoek stond van de Zeestraat en de Sophialaan (nu staat hier het Ambassador Hotel). 
In 1865 overleed Gerardus en het bedrijf kon niet door zijn zoon, George Carel, worden voortgezet vanwege diens lichamelijke ongeschiktheid. Daarom werd de zaak overgenomen door een familielid, Gerrit Lensvelt (1823-1883), die al een bakkerij had op de Korte Beestenmarkt.

#### Meelfabriek
George Carel verrichtte toch één daad van betekenis; in 1836 stichtte hij met zijn schoonzoon, Emile Koechlin, de Stoommeelfabriek Nicola Koechlin & Co. te Geestbrug (Voorburg). Deze was opgericht door de Elzasser emigrant Josué Emile Koechlin, gehuwd met Wijnanda, de oudste dochter van George Carel Nicola. 
De meelfabriek is tot omstreeks 1935 in bedrijf geweest. In 1931 bestond de fabriek, die in 1836 werd gesticht, 95 jaar.

### Lensvelt
Gerrit Lensvelt (1822-1883) vestigde zich als bakker aan de Korte Beestenmarkt in Den Haag. Zijn ouders waren afkomstig uit zijn geboorteplaats, Hellevoetsluis. Hij was gehuwd en had een zoon, maar beiden overleden op jonge leeftijd. Hierna hertrouwde hij met Wijnanda Gerardina Nicola. Het paar kreeg tien kinderen, waaronder David en Pieter. In 1876 kocht het echtpaar het landgoed Pasgeld, waarop zij in 1880 een woning hadden laten bouwen.

### Lensvelt Nicola
Nadat Gerrit Lensvelt de zaak van Nicola in de Venestraat 23, had overgenomen, opende hij achter in de winkel die inmiddels Lensvelt Nicola heette, een taartjessalon, zoals concurrenten (o.a. Krul) dat ook deden. Dit had een groot succes. In 1895 werd de winkel grondig verbouwd om met de tijd mee te gaan.
De zaak werd voortgezet door twee zoons van Gerrit, David (1852-1932) als 'fabrikant', en Pieter (1853-1931) als 'fabrikant' en Directeur der Maatschappij tot Exploitatie der Koninklijke Brood en Beschuitfabriek, die meteen een nieuw pand in de Venestraat 27-29 betrokken, dat zij hadden laten ontwerpen door architect Mutters. Zij openden achter in de winkel een taartjessalon, in navolging van concurrenten, zoals Krul. Wegens dit succes werd de zaak uitgebreid met een aangrenzend pand waar in 1905 de Tearoom Lensvelt Nicola werd geopend.
Een voorbeeld van het aanzien dat de taartjessalon van Lensvelt-Nicola in die tijd genoot wordt treffend geïllustreerd door het navolgende gedichtje:
De dikke dames eten taarten, bij Lensvelt achter 't winkelraam. Des avonds gaan zij samen kaarten, bij kennissen van goede naam.
De dikke dames hebben mannen, met bank en rekening-courant, en ieder jaar vacantieplannen, voor wintersport in't buitenland
De dochters van de dikke dames, studeren kunstgeschiedenis, maar nimmer deden zij examens, daar wetenschap hun doel niet is.
Ach dikke dames met uw duiten, uw dochter en uw volle bord, ik sta bij Lensvelt voor de ruiten, en hoop dat ik uw schoonzoon word.
Ook in datzelfde jaar verhuisde de bakkerij naar de Gortmolen. In 1922 werd ruimte geschapen voor de vestiging van het City Theater.

#### Hondenvleesbrood
Behalve brood voor menselijke consumptie werd in de fabriek ook hondenvleesbrood gemaakt, een voedingsmiddel voor honden.

#### Beschuit
Ook werd beschuit uit eigen fabriek vervaardigd voor zowel binnenlands gebruik als voor verzending naar Nederlands-Indië onder de namen Haagsche Beschuit, Amsterdamse Beschuit en Madera Beschuit. Daarnaast vervaardigde de fabriek zoet roggebrood, zoute bollen, ringetjes en konings-krakelingen Het Haagse Beschuit leverde de fabriek in 1876 een onderscheiding op bij de Nationale Tentoonstelling in Amsterdam in de vorm van een zilveren kruis.

### Pasgeld
Het echtpaar Gerrit Lensvelt en Wijnanda Gerardina Nicola bezaten Pasgeld, een landgoed met landhuis en diverse opstallen in het zuiden van Rijswijk. 
De bakkerij kon daardoor vanaf 1884 voorzien in een eigen roombotermakerij, opgericht door de zonen David, Pieter en Willem Adriaan, op het landgoed, waar boter werd vervaardigd uit de melk van 400 koeien voor losse verkoop en voor verwerking in de bakkerijproducten. In 1883 overleed Gerrit op dit landgoed.

### Nevenactiviteit
Vanaf 1936 kwam Lensveld Nicola als 'nevenactiviteit' te vallen onder de N.V. Koninklijke Luxe Brood- en Banketbakkerijen.

### Tearoom
Nadat in 1930 de combinatie van restaurant, tearoom en bodega op het Tournooiveld 1 was geopend, werd deze frequent bezocht door dames van stand, politici, zakenlieden en ambtenaren, en bood uitzicht over het Toernooiveld, de Lange Vijverberg, de Hofvijver en de Lange Voorhout.

### Fusie
Het bedrijf Lensveld Nicola bestond naast B. Hus, een andere grote bakkerij in Den Haag. Beide bedrijven hadden naast hun eigen bakkerijen, tal van winkels in Den Haag en omgeving, en bezorgden hun broodproducten aan huis. In 1958 is Lensvelt Nicola gefuseerd met B. Hus, Donker, Paul C. Kaiser en Willems Simonsen. Toen het overkoepelend bakkers-concern Meneba in Rijswijk in de Plaspoelpolder de grootste bakkerij van Nederland opende, werden de producten onder de bedrijfsnaam Hus-Lensvelt Bakkerijen B.V. vervaardigd.

### Sluiting
Na de sluiting van het bedrijf Lensvelt Nicola in 1966, 'uit economische noodzaak', werd er een autoshowroom van BMW in gevestigd. Thans zit er een Italiaans restaurant in.

De winkels kwamen in handen van B. Hus en werden voortaan voorzien van de bakkerijproducten uit de bakkerijen van dat bedrijf.